# Dendrobium kurashigei
Dendrobium kurashigei är en orkidéart som beskrevs av Tomohisa Yukawa. Dendrobium kurashigei ingår i släktet Dendrobium, och familjen orkidéer. Inga underarter finns listade i Catalogue of Life.